# Corey Cerovsek
Corey Cerovsek (* 24. April 1972 in Vancouver, Kanada) ist ein kanadischer Violinist und Mathematiker.

## Leben
Cerovsek ist der Sohn von Sophia und Helmut Cerovsek, die vor seiner Geburt aus Österreich nach Kanada auswanderten. Er begann schon mit 5 Jahren Geige zu spielen und wurde auf Grund seiner ausgezeichneten Leistungen als Wunderkind bezeichnet. Er besuchte das Royal Conservatory of Music der Universität Toronto und die Meisterklasse von Yehudi Menuhin. Später zog seine Familie in die USA, wo er unter anderem von Josef Gingold an der Indiana University unterrichtet wurde. Parallel zur Musik studierte Cerovsek Mathematik, beide Studien schloss er im Alter von 18 Jahren mit einem Doktorat ab. Er wirkt weltweit an Festivals und Konzerten mit und ist begeisterter Kammermusiker.

## Diskografie (Auszug)
- Violinkonzerte von Wieniawski und Vieuxtemps mit dem Orchestre de Chambre de Lausanne (2008)[10]
- Brahms: Violin Sonatas (2014)